# Боровичка, Владимир
Владимир Бо́ровичка (род. 25 марта 1954, Дечин, Чехословакия) — чехословацкий футболист, вратарь, чешский тренер. 

## Карьера

### Клубная
До 1976 года играл в местном клубе «Ково», после чего перешёл в пражский «Богемианс», где был вторым вратарём после Зденека Грушки и сыграл за 4 года всего в 29 матчах. Армейскую службу провёл в 1980—1981 гг. в «Дукле» (Банска-Бистрица), после чего вернулся в «Богемианс», где в 1984 году стал первым вратарём. В 1986 году Боровичка перешёл в австрийскую «Аустрию» Вена, но за два сезона не провёл ни одной игры, будучи вторым вратарём после Франца Вольфарта. Закончил игровую карьеру в клубе «Цветтль».

### В сборной
Провёл 4 матча за сборную Чехословакии.

### Тренерская
До 2002 года работал тренером в пражских «Спарте» и «Богемиансе». В 2003 году вместе с Властимилом Петржелой стал тренером «Зенита». С 2006 по 2012 годы, после ухода Петржелы — тренер-селекционер, затем вплоть до 2017 года работал в селекционном отделе Зенита. Был уволен вместе со всем отделом после возвращения в «Зенит» Сергея Фурсенко.